# Lida gård

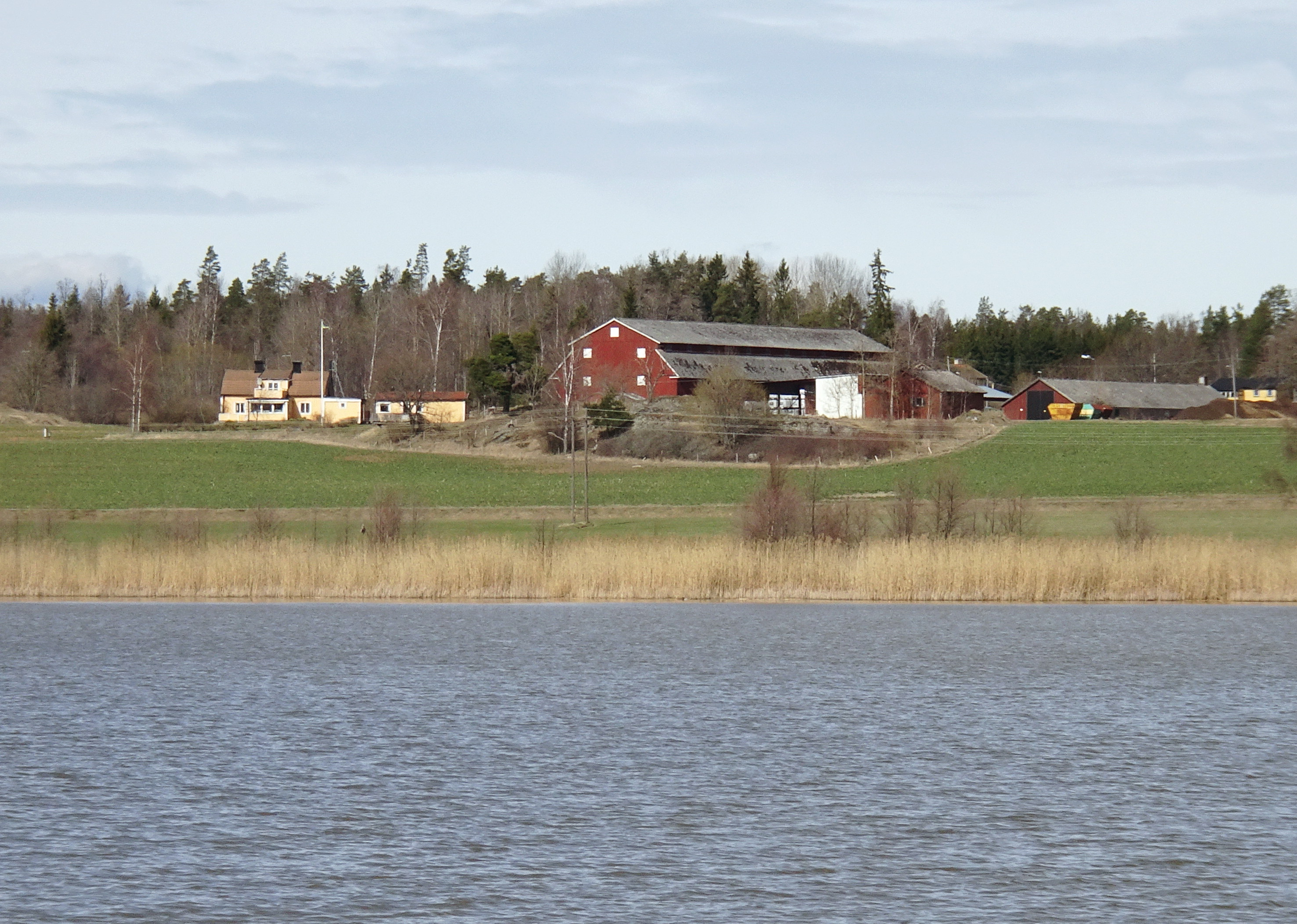
Lida gård, vy över Lillsjön i april 2017.

Lida gård är en bondgård och ett tidigare säteri beläget norr om Lillsjön i Hölö socken, Södertälje kommun, Stockholms län. Under 1800-talet hörde Lida tillsammans med Edeby säteri, Tullgarn och Vrå gård till de större egendomar i socknen. Gårdens huvudbyggnad förstördes på 1890-talet av en brand. Den stora, från landsvägen väl synliga ladugården uppfördes på 1920-talet.

## Forntiden

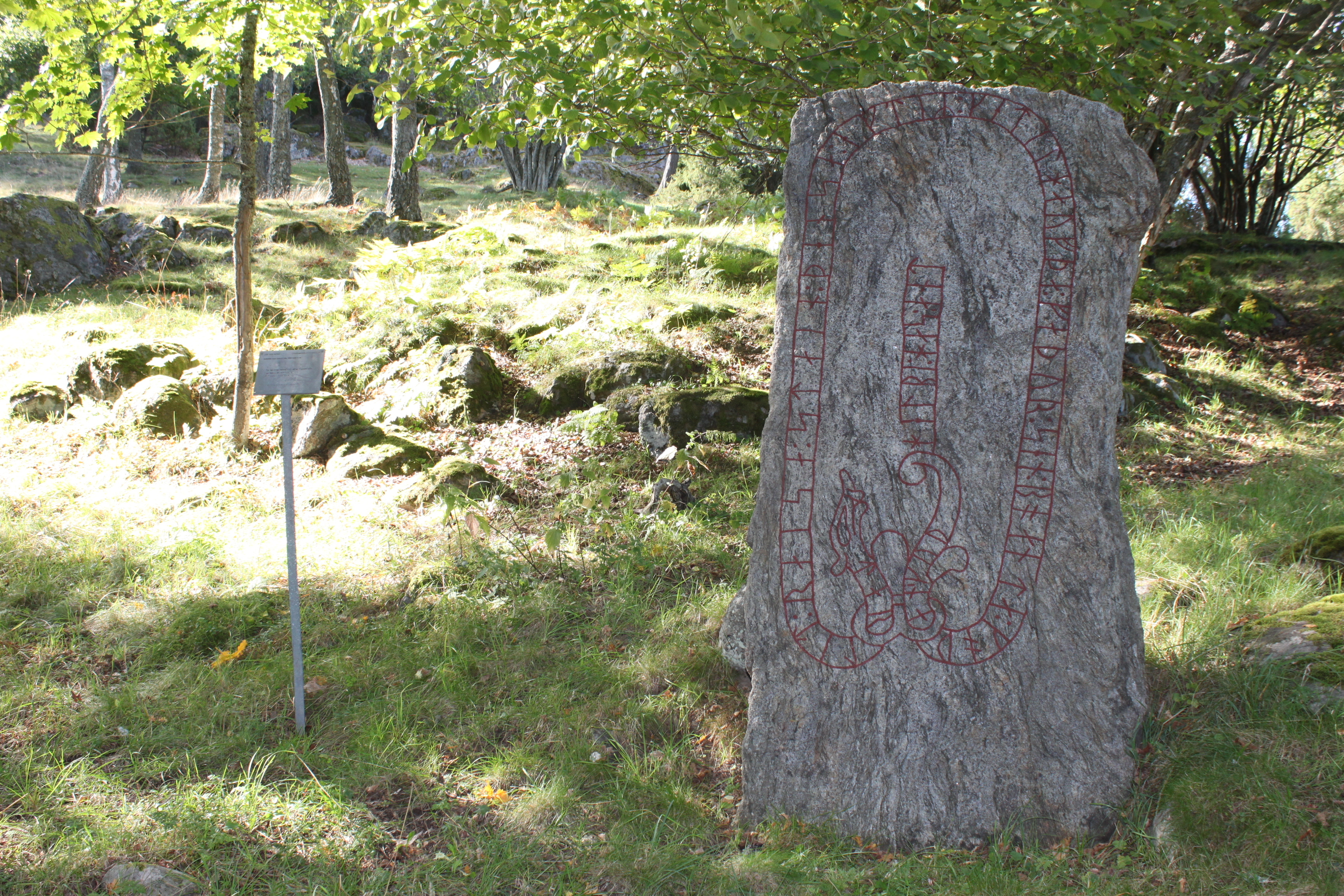
Södermanlands runinskrifter 19.

Omfattande gravfält från yngre järnåldern med ett 20-tal gravhögar väster och öster om gårdstomterna vittnar om att platsen var bebodd redan under forntiden. En av dem hette Kättilhövde och levde på järnåldern. Han finns omnämnd på runstenen Södermanlands runinskrifter 19 som troligen stod vid en gammal vägsträckning. Stenen bär inskriptionen "Tar lät resa denna sten till minne av hans far Kättilhövde en god bonde gud hjälpe hans ande". Här finns även en större skeppssättning där Kättilhövde troligen är begravd.

## Gårdens historik
Lida omnämns första gången år 1361 i en handskrift på latin och sedan ett antal gånger under 1300- och 1400-talen. Under 1500-talet hade Lida stora trädgårdsodlingar och levererade frukt och grönsaker till Gustav Vasas hov. År 1581 blev Lida med 1 mantal skattehemman och ½ mantal kyrkohemman på livstid förlänat till fogden Christoffer Persson av Hertig Karl. Egendomen ärvdes av sonen Olof Christoffersson, även han var fogde på orten. De båda hemman gavs 1630 till Mårten Wewitzer, då han adlades Rosenstierna för att han skulle kunna ”sitt adliga stånd desto bättre utföra”. Lida gjordes till säteri och bildade medelpunkten för förläningen. 
Efter Mårten Rosenstiernas död 1638 tillföll egendomen sonen, Mårten Rosenstierna den yngre (1612-1651). Han avled ogift och barnlös och Lida gick till hans syster Beata Rosenstierna, som var gift med Robert Lichton (död 1692). Hon bebodde gården som då beskrevs som ”välbyggd med goda träbyggnader så i man- som ladugård”. Hela förläningen reducerades 1683, men Lichton fick livsbesittningsrätt. Efter hans död blev Lida rusthåll nr 18 under Södermanlands kompani av livregementet. Sätesfriheten bibehölls av överstelöjtnant Johan Grüner som ägde skatterättigheten mellan 1764 och 1785.
Därefter vandrade egendomen i rask takt genom flera händer. 1819 ägdes Lida av läkaren professor Jonas Henrik Gistrén, gift med Brita Christina Hambræus (1789-1814) och medgrundare av Svenska Läkaresällskapet. På en arealavmätning från 1831, beställd av Gistrén, syns gårdens huvudbebyggelse med mangården flankerad av fyra flyglar. Söder om mangården låg en större trädgård och norr om mangården fanns en ladugårdsfyrkant. År 1846 samägdes Lida med Vrå gård. 
På 1890-talet brann huvudbyggnaden ned till grunden, men norra flygeln kunde räddas tillsammans med "kokhus" och trädgårdsmästarbostaden. Under slutet av 1800-talet ägdes Lida av ett bolag  som hette A.D. Milénius vilket började med skogsavverkning i stor skala. 1911 såldes egendomen till byggnadsmaterialföretaget Olsson & Rosenlund som började stycka upp egendomen. På 1910-talet anlades Nyköpingsbanan vars spårområde passerade över Lidas ägor strax väster om gårdsbebyggelsen och skar av den från sina ekonomibyggnader och marker.

## Torp (urval)
Till egendomen hörde flera torp:
- Aspvik (Asptorp), nuvarande byggnad från 1700-talet.
- Botorp, nuvarande byggnad från 1934.
- Lötsta, nuvarande byggnad från 1764.
- Långvallen, nuvarande byggnad från 1921.
- Smedstorp, nuvarande byggnad från 1921.

## Dagens gård

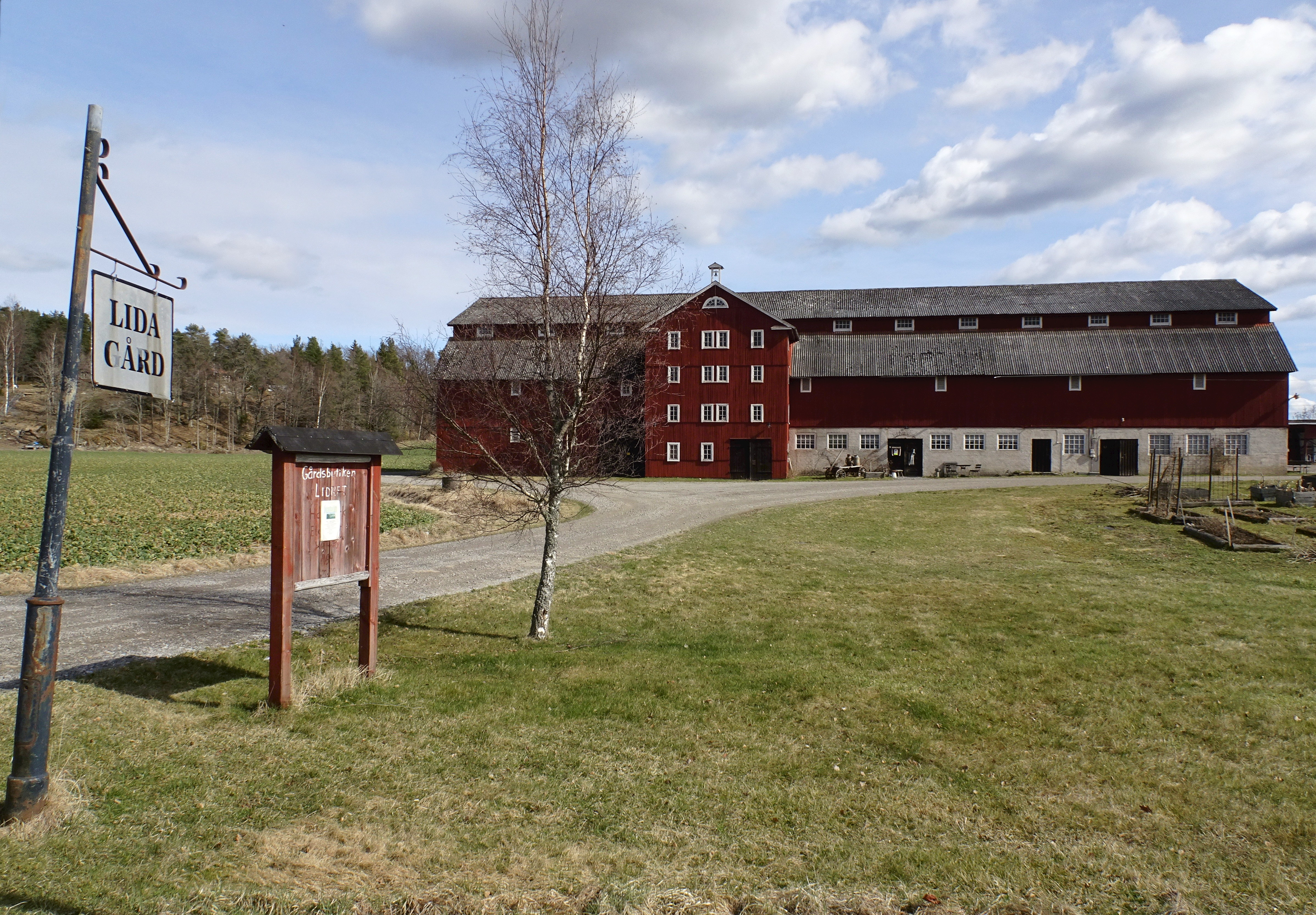
Gårdens ladugård från 1920-talet.

På 1920-talet förvärvades en del av Lida av familjen Rydemark, som fortfarande (2019) är ägare. Bebyggelsen var då mycket nedgången. 1927 brann ladugården ned till grunden och en ny uppfördes. Den stora byggnaden dominerar landskapet och är 53 meter lång, 14 meter hög och 17 meter bred. Den innehåller ladugård, magasin och loge. I mindre byggnader vid sidan om uppfördes svinhus som idag fungerar bland annat som gårdsverkstad. 
På 1940- och 1950-talen fanns fortfarande mjölkkor på gården och det föddes upp grisar. 1956 såldes alla djur och Lida blev en ren spannmålsgård. I mitten på 1980-talet fanns åter djur på gården, nu i form av kor för köttdjursuppfödning. År 2010 slutade man även med den verksamheten. Idag finns ett 15-tal får som betar marken. Till verksamheten hör även skogsbruk, en gårdsbutik och stuguthyrning.